# 韓國足球協會
韓國足球協會（：／），簡稱為韓國足協，是大韓民國的足球運動管理機構。大韓蹴球協會的前身是朝鮮日治時期成立的朝鮮蹴球協會（韓語：조선축구협회），於1933年9月19日更為現名，是第一個管理朝鮮半島足球運動的機構。朴勝彬（韓語：박승빈）是第一任韓國足協會長，負責在韓國促進和傳播足球運動。

## 歷史
朝鮮半島有著悠久的足球的歷史，在古時候，中國的蹴踘就傳到朝鮮半島。至於現代足球，朝鮮人第一次看到已經是於1882年，當時英國船員到訪仁川，把現代足球帶到朝鲜王朝。1921年，全朝鮮蹴球大會舉行，並於1928年改由新創立的朝鮮蹴球協會主辦，以便在朝鮮半島傳播和發展足球運動。
隨著大韓民國成立，韓國足球協會在1948年恢復活動。韓國足球協會成為國際足聯的成員，同年加入國際足球理事會。1954年，韓國足球協會加入了亞洲足球聯合總會。
1956年及1960年的首兩屆亞洲杯足球賽賽事中韓國國家足球隊都取得冠軍，其後韓國隊更加打入1954年世界盃足球賽。
1998年，韓國足球協會跟日本足球協會及墨西哥足球協會競奪2002年世界盃足球賽的主辦權，在日韓兩國花費大量金錢下，共同奪得世界盃主辦權。最後韓國隊在優異表現和球證判決受爭議下得到殿軍。
韓國足球協會在男子方面取得驕人成就，而韓國國家女子足球隊也是女子世界盃參賽球隊。

## 賽事
K聯賽是韓國足球協會屬下的足球聯賽。杯賽方面，韓國足總杯是其中一個杯賽，它在1996年取代韓國足球錦標賽。韓國會長杯是K聯賽冠軍與足總杯冠軍的季前杯賽。
韓國杯是韓國足球舉辦的國際足球賽事，但已於1999年後取消舉辦。

## 外部連結
- 韓國足球協會官方網站 （页面存档备份，存于） 
- K聯賽官方網站 
- 亞洲足協介紹頁面 （页面存档备份，存于）
- 國際足協介紹頁面 （页面存档备份，存于）